# Visitas da Coligação Pan-Azul à China continental em 2005

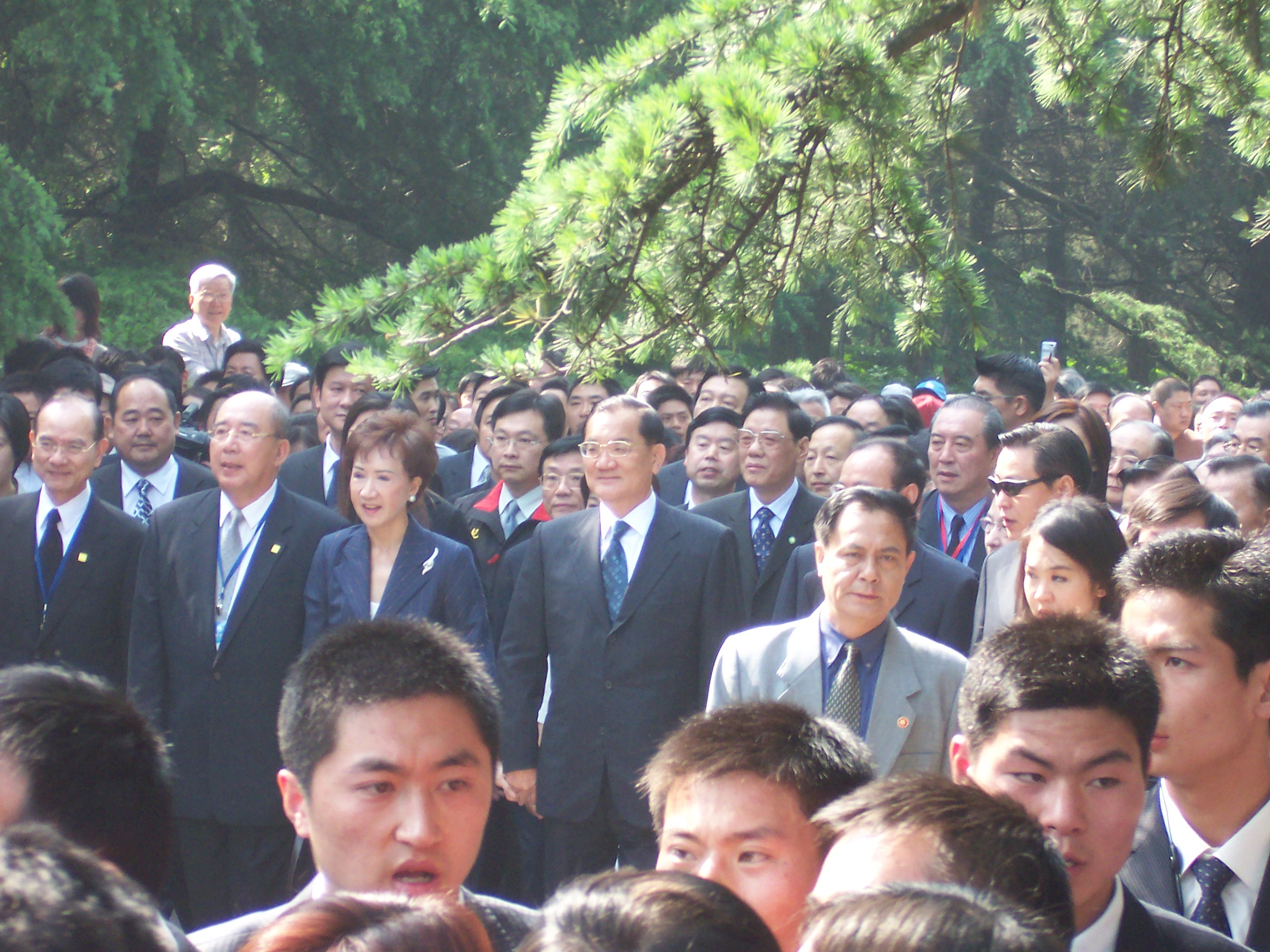
Lien Chan e Kuomintang visitam o Mausoléu de Sun Yat-sen em Nanquim. Coligação Pan-Azul viaja à China continental em 2005.

As viagens da Coligação Pan-Azul para a China continental em 2005 foram uma série de visitas feitas pela delegação do partido Kuomintang (KMT) à China continental. As viagens foram reconhecidas como o mais importante intercâmbio entre o Partido Comunista da China e o Kuomintang desde que Chiang Kai-shek e Mao Tsé-Tung reuniram-se em Chongqing, na República da China, em 28 de agosto de 1945.

## Cenário
Em 2004, o Kuomintang propôs pela primeira vez que o ex-candidato a presidente, Lien Chan, iria visitar a China continental como o presidente eleito de Taiwan, o que não ocorreu devido a derrota de Lien na eleição presidencial de 2004. Em 2005, o KMT sugeriu inicialmente enviar o vice-presidente do partido para a China continental, com o seguimento de outras visitas. Este plano foi seguido em 28 de março, quando o vice-presidente Chiang Pin-kung levou sua delegação para a China continental.